# Walter Botsch
Walter Botsch foi um general alemão que teve vários comandos importantes durante a Segunda Guerra Mundial dentre Exércitos e corpos de Exército. Nasceu em Braunsbach am Kocher em 27 de fevereiro de 1897, faleceu em Gmünd em 7 de janeiro de 1969.

## Biografia
Walter Botsch era um oficial cadete em 1915. Durante a Primeira Guerra Mundial (1914-18), ele serviu na infantaria, conseguindo a promoção para Leutnant. Ele continuou a sua carreira militar no período de entre-guerras, na infantaria, na cavalaria, e em vários general staffs.
Atingiu a patente de Oberstleutnant quando iniciou-se a Segunda Guerra Mundial, mais tarde se tornou Oberst em 1 de Abril de 1941, Generalmajor em 1 de Setembro de 1943 e Generalleutnant em 1 de Setembro de 1944.
Durante este período, foi um oficial de staff com o XXX Corpo de Exército e após no 19º Exército antes de assumir o comando da divisão (18. Volksgrenadier Division em 5 de Fevereiro de 1945). Mais tarde estava no comando do LIII Corpo de Exército (6 de Março de 1945) e após o LVIII Corpo Panzer (24 de Março de 1945).
Foi feito prisioneiro pelos Americanos em Ruhr em Abril de 1945, e libertado em 1947. Veio a falecer em Gmünd em 7 de janeiro de 1969.

## Condecorações
Foi condecorado com a Cruz de Cavaleiro da Cruz de Ferro (9 de Maio de 1945) e a Cruz Germânica em Ouro (22 de Junho de 1942).